# Rio Gudea Mare
O Rio Gudea Mare é um rio da Romênia, afluente do Gudea, localizado no distrito de Mureş.